# Мирзабекян, Эмиль Гайкович
Эми́ль Га́йкович Мирзабекя́н (арм. Էմիլ Միրզաբեկյան; 12 декабря 1922, Ереван — 16 сентября 1980, Москва) — советский, армянский физик и радиофизик, основоположник радиофизики в Армянской ССР.
Академик (1974, член-корреспондент с 1971) и вице-президент (1976) АН Армянской ССР. Основатель Института радиофизики и электроники НАН РА (1960) и его бессменный директор до своей кончины. 
Заслуженный деятель науки и техники Армянской ССР (1974). Депутат Верховного Совета Армянской ССР.

## Биография
Родился 12 декабря 1922 года в Ереване, в семье заслуженных врачей республики.
По окончании школы в 18-тилетнем возрасте он призывается в ряды Советской армии и направляется в Тбилисское артиллерийское училище. В качестве командира огневого взвода Гвардейского артиллерийского дивизиона, а затем командира батареи Гвардейского истребительного противотанкового артиллерийского полка Э. Г. Мирзабекян в составе Закавказского II Украинского фронтов с 1942 по 1945 год участвует в боях под Курском, Воронежем, на Северном Кавказе, Украине, Молдавии и заканчивает войну в Румынии и Венгрии. В феврале 1944 года на фронте Э. Г. Мирзабекян вступает в ряды КПСС. За боевые заслуги Э. Г. Мирзабекян награждён орденами Отечественной войны 2-й степени, Красной Звезды и медалями. Годы, проведенные на фронте, оставили неизгладимый след на всю жизнь Э. Г. Мирзабекяна. Война морально закалила его, научила разбираться в людях, в их психологии, ценить деловые качества людей и вести их за собой. Эту закалку он пронес затем через всю свою жизнь.
В 1945 году после демобилизации Э. Г. Мирзабекян поступает на физико-математический факультет Ереванского государственного университета и, несмотря на существенно подорванное фронтовыми ранениями здоровье, успешно завершает учебу и начинает работать в Физическом институте АН АрмССР.
В 1951 год]у он прикомандировывается к Физическому институту им. П. Н. Лебедева АН СССР и поступает в аспирантуру, которую с успехом заканчивает под руководством замечательного советского ученого С. Э. Хайкина по специальности радиофизика сверхвысоких частот.
С 1955 года Э. Г. Мирзабекян работает в Бюраканской астрофизической обсерватории, где организует первые в Армении научные исследования по разработке СВЧ радиофизических методов и их применению в радиоастрономии. Учитывая все возрастающую роль радиофизики и электроники в развитии науки и промышленности, в системе Академии наук АрмССР по инициативе Э. Г. Мирзабекяна в 1960 году создается Институт радиофизики и электроники (ИРФЭ). Организатором этого Института и его бессменным директором до конца своих дней был Э. Г. Мирзабекян. Одновременно он продолжал научную деятельность, возглавляя отдел СВЧ радиофизики в ИРФЭ.
Основные научные интересы Э. Г. Мирзабекяна связаны с исследованием свойств электромагнитного излучения и их применением в радиофизике. Им был предложен принципиально новый метод модуляции СВЧ сигнала-метод поляризационной модуляции, который позволил значительно повысить чувствительность приемника к поляризованной компоненте, выделить весьма слабые поляризованные сигналы при наличии сильного неполяризованного фона.
Созданный Э. Г. Мирзабекяном на основе этого метода поляризационный радиометр является первой установкой для измерения степени поляризации радиоизлучения с длиной волны 3,2 см. Чувствительность этого радиометра к поляризованной компоненте в 50 раз выше чувствительности подобных установок для других волн. При помощи этого радиометра были получены новые результаты относительно степени поляризации радиоизлучения Солнца в трехсантиметровом диапазоне, а также установлен факт наличия слабой частичной поляризации радиоизлучения спокойного Солнца. Разработанный Э. Г. Мирзабекяном метод "диаграммной модуляции" позволяет определять с высокой точностью координаты космических источников радиоизлучения без увеличения геометрических размеров антенны.
Следующий цикл работ Э. Г. Мирзабекяна посвящён исследованиям и использованию поляризационных явлений в точной СВЧ-фазометрии. Оригинальный метод точных измерений разностей фаз и их малых изменений в СВЧ-диапазоне позволил значительно увеличить предельные точности измерений и создать новый класс поляризационных поляризационно-интерференционных устройств для решения широкого круга задач в радиолокации, радионавигации и космической радиоэлектронике. Под научным руководством и при непосредственном участии Э. Г. Мирзабекяна был выполнен цикл работ по разработке новых методов и проведению радиофизических исследований параметров радиосистем, предназначенных для сверхдальней космической связи.
Имя Э. Г. Мирзабекяна как ученого было широко известно, как в АрмССР, так и за рубежом. Под руководством Э. Г. Мирзабекяна Институт радиофизики и электроники АН АрмССР за сравнительно короткий срок вырос в крупное научное учреждение, ведущее важные, актуальные и перспективные исследования в области радиофизики, радиоастрономических методов и аппаратуры, полупроводниковой электроники, фотоэлектроники, электронной автоматики, получившие широкую известность и признание за пределами республики. Часть из работ ИРФЭ вошли в общую программу исследований космического пространства, которые велись в Советском Союзе.
Основание Э. Г. Мирзабекяном в 1960 году Института радиофизики и электроники АН АрмССР считалось по праву годом начала в Армении современной научно-технической революции. В 1974 году ему было присвоено звание Заслуженного деятеля науки и техники Армянской ССР. В 1971 году Э. Г. Мирзабекян выл избран членом-корренспондентом, а в 1974 году — академиком АН АрмССР. В 1974—1976 годах Э. Г. Мирзабекян являлся академиком-секретарем Отделения физико-технических наук и механики, а с 1976 года до своей кончины — вице-президентом АН АрмССР. Правительство высоко оценило научную и научно-организационную деятельность Э. Г. Мирзабекяна, наградив его орденом Октябрьской Революции. Научная общественность республики знала Э. Г. Мирзабекяна как ученого, оказывающего повседневную поддержку молодым, растущим специалистам и уделявшего большое внимание делу воспитания научных кадров республики как в Институте, так и в стенах Ереванского государственного университета, где он вел педагогическую работу и где по его инициативе и непосредственном участии был образован радиофизический факультет. Э. Г. Мирзабекян принимал также активное участие в создании радиотехнического факультета в Ереванском политехническом институте. Им был создан также жилой городок Гитаван для сотрудников Института радиофизики и электроники со всеми условиями быта вблизи Аштарака.